# Homaliodendron crassinervium
Homaliodendron crassinervium är en bladmossart som beskrevs av Thériot 1919. Homaliodendron crassinervium ingår i släktet Homaliodendron och familjen Neckeraceae. Inga underarter finns listade i Catalogue of Life.